# Blindia seppeltii
Blindia seppeltii là một loài rêu trong họ Seligeriaceae. Loài này được J.K. Bartlett & Vitt mô tả khoa học đầu tiên năm 1986.